# 安德魯·瓊斯 (英國政治人物)
安德魯·漢森·瓊斯（英語：Andrew Hanson Jones，1963年11月28日—）是一位英格蘭政治人物，他的黨籍是保守黨。自2010年開始，他擔任哈羅蓋特和納爾斯伯勒選區選出的英國下議院議員。他畢業於列斯大學。